# Communauté de communes Val Vanoise
La communauté de communes Val Vanoise (anciennement Val Vanoise Tarentaise) est un établissement public de coopération intercommunale regroupant les neuf communes de la vallée de la Tarentaise, dans le département de la Savoie en région Auvergne-Rhône-Alpes.

## Géographie
La communauté de communes Val Vanoise se situe dans la vallée de la Tarentaise, au cœur du parc national de la Vanoise et des Trois Vallées (vallée des Allues, vallée de Bozel et vallée des Belleville). Son altitude varie entre 556 mètres à Brides-les-Bains et 3 855 mètres sur les communes de Champagny-en-Vanoise et de Pralognan-la-Vanoise.

## Histoire
Depuis le 1er janvier 2014, la communauté de communes Val Vanoise Tarentaise remplace l'ancien syndicat intercommunal à vocations multiples (SIVOM) du canton de Bozel Val Vanoise créé en 1976.
Son premier président a été Thierry Thomas, maire de Pralognan-la-Vanoise (2001-2014), élu lors du premier conseil communautaire du 6 janvier 2014.

## Composition
La communauté de communes est composée des 9 communes suivantes :

| Nom                  | Code Insee | Gentilé       | Superficie (km2) | Population (dernière pop. légale) | Densité (hab./km2) |
| -------------------- | ---------- | ------------- | ---------------- | --------------------------------- | ------------------ |
| Bozel (siège)        | 73055      | Bozelains     | 28,8             | 2 024 (2022)                      | 70                 |
| Les Allues           | 73015      | Alluétains    | 85,99            | 1 750 (2022)                      | 20                 |
| Brides-les-Bains     | 73057      | Bridois       | 2,63             | 457 (2022)                        | 174                |
| Champagny-en-Vanoise | 73071      | Champagnolais | 84,96            | 545 (2022)                        | 6,4                |
| Courchevel           | 73227      |               | 68,9             | 2 295 (2022)                      | 33                 |
| Feissons-sur-Salins  | 73113      | Feissonais    | 4,8              | 174 (2022)                        | 36                 |
| Montagny             | 73161      | Montagnolais  | 13,26            | 659 (2022)                        | 50                 |
| Planay               | 73201      | Planerains    | 22,41            | 441 (2022)                        | 20                 |
| Pralognan-la-Vanoise | 73206      | Pralognanais  | 88,57            | 700 (2022)                        | 7,9                |

## Démographie
| 1968  | 1975  | 1982  | 1990  | 1999  | 2010  |
| ----- | ----- | ----- | ----- | ----- | ----- |
| 6 627 | 6 758 | 7 306 | 8 055 | 9 071 | 9 549 |

### Pyramide des âges
| Hommes | Classe d’âge | Femmes |
| ------ | ------------ | ------ |
| 0,1    | 90 ans ou +  | 0,9    |
| 5,4    | 75 à 89 ans  | 7,6    |
| 13,0   | 60 à 74 ans  | 12,6   |
| 23,7   | 45 à 59 ans  | 22,1   |
| 23,9   | 30 à 44 ans  | 23,9   |
| 14,6   | 15 à 29 ans  | 14,0   |
| 19,3   | 0 à 14 ans   | 18,7   |

| Hommes | Classe d’âge | Femmes |
| ------ | ------------ | ------ |
| 0,4    | 90 ans ou +  | 1,1    |
| 6,3    | 75 à 89 ans  | 9,5    |
| 13,8   | 60 à 74 ans  | 14,7   |
| 20,9   | 45 à 59 ans  | 20,4   |
| 21,2   | 30 à 44 ans  | 20,2   |
| 18,2   | 15 à 29 ans  | 16,5   |
| 19,4   | 0 à 14 ans   | 17,5   |

## Administration

### Statut
Le regroupement de communes a dès sa création pris la forme d’une communauté de communes. L’intercommunalité est enregistrée au répertoire des entreprises sous le code SIREN 000 000 000. Son activité est enregistrée sous le code APE ????

### Présidents
| Période                                  | Période   | Identité       | Étiquette | Qualité                       |
| ---------------------------------------- | --------- | -------------- | --------- | ----------------------------- |
| 6 janvier 2014                           | mars 2014 | Thierry Thomas | SE        | Maire de Pralognan-la-Vanoise |
| mars 2014                                | en cours  | Thierry Monin  | SE        | Maire des Allues              |
| Les données manquantes sont à compléter. |           |                |           |                               |

### Conseil communautaire
À la suite de la réforme des collectivités territoriales de 2013, les conseillers communautaires dans les communes de plus de 1 000 habitants sont élus au suffrage universel direct en même temps que les conseillers municipaux. Dans les communes de moins de 1 000 habitants, les conseillers communautaires seront désignés par le conseil municipal élu l'ordre du tableau des conseillers municipaux en commençant par le maire puis les adjoints et enfin les conseillers municipaux. Les règles de composition des conseils communautaires ayant changé, celui-ci comptera à partir de mars 2014 vingt-sept conseillers communautaires qui sont répartis selon la démographie :
| Nombre de conseillers | Communes                                                                              |
| --------------------- | ------------------------------------------------------------------------------------- |
| 5                     | Bozel, Les Allues et Saint-Bon-Tarentaise                                             |
| 2                     | Brides-les-Bains, Champagny-en-Vanoise, La Perrière, Montagny et Pralognan-la-Vanoise |
| 1                     | Feissons-sur-Salins et Planay                                                         |

### Bureau
Le conseil communautaire élit un président et sept vice-présidents. Ces derniers, avec d'autres membres du conseil communautaire, constituent le bureau. Le conseil communautaire délègue une partie de ses compétences au bureau et au président.
| Nom                    | Fonction           | Qualité                                                          |
| ---------------------- | ------------------ | ---------------------------------------------------------------- |
| Thierry Monin          | Président          | Maire des Allues                                                 |
| Jean-Baptiste Martinot | 1er vice-président | Maire de Bozel                                                   |
| Philippe Mugnier       | 2e vice-président  | Maire de Courchevel (anciennement maire de Saint-Bon-Tarentaise) |
| Guillaume Briland      | 3e vice-président  | Maire de Brides-les-Bains                                        |
| Hélène Madec           | 4e vice-présidente | Conseillère municipale de Montagny                               |
| René Ruffier-Lanche    | 5e vice-président  | Maire de Champagny-en-Vanoise                                    |
| Armelle Rolland        | 6e Vice-Présidente | Maire de Pralognan-la-Vanoise                                    |
| Rémy Ollivier          | 7e Vice-Président  | Maire délégué de Courchevel (anciennement maire de La Perrière)  |

### Compétences
Les actions qu'entreprend la Communauté de communes Val Vanoise Tarentaise sont celles que les communes ont souhaité lui transférer. Ces dernières sont définies dans ses statuts.
- Économie Aménagement
- Environnement et eau
- Logement
- Action sociale
- Transport
- Culture/Sport

### Identité visuelle
| Logotype de la Communauté de communes Val Vanoise Tarentaise. | Ancien logo de la communauté de communes Val Vanoise Tarentaise. |